# François Fornieri
François Fornieri, né le 30 avril 1962 à Ougrée en Belgique, est le cofondateur de la société Mithra Pharmaceuticals. Il est le petit-fils d’immigrés italiens.

## Biographie
Petit-fils de mineur, fils de contremaître de Cockerill, François Fornieri a grandi dans la banlieue ouvrière, dans une famille de cinq enfants. Apres ses études secondaires au collège Saint-Servais, il obtient son diplôme d'ingénieur chimiste, et une licence en biochimie et en gestion d’entreprise. Il a commencé sa carrière chez Labaz-Sanofi en tant que délégué commercial.  Rapidement, il rejoint le groupe Bayer-Schering où il travaille pendant 10 ans,. 

## Mithra Pharmaceuticals
En 1999, il fonde Mithra Pharmaceuticals en tant que spin-off de l'Université de Liège aux côtés du Professeur Docteur Jean-Michel Foidart. Cette entreprise, spécialisée dans le développement, la fabrication et la commercialisation de médicaments brevetés, innovants et différenciés ainsi que de produits génériques complexes dédiés à la santé féminine, acquiert le statut de licorne avant que de nombreux problèmes ne la précipitent vers la faillite en 2024.

## Standard de Liège
Le 3 août 2020, le Standard de Liège annonce que François Fornieri devrait devenir coadministrateur délégué du club à hauteur de 49,5 % des parts, après avoir longtemps été sponsor du club via sa société Mithra Pharmaceuticals. Il est prévu que l'homme d'affaires liégeois entre dans le capital, mais que Bruno Venanzi reste le président du club. François Fornieri devrait également intégrer le capital de la « S.A. Immobilière Standard de Liège ». Cependant, le 10 novembre 2020, le Standard de Liège et Bruno Venanzi annoncent avoir mis un terme aux négociations avec François Fornieri, le patron de Mithra. Ce dernier ne fait donc pas son entrée dans le capital du club liégeois,.

## Controverses

### Affaire Nethys
En septembre 2019, la volonté de François Fornieri de racheter deux filiales de Nethys dont il était aussi administrateur, Win (services informatiques) et Elicio (énergie éolienne), et d’embaucher Stéphane Moreau comme consultant avait fait couler beaucoup d’encre. Un mois plus tard, Ardentia Holding et Ardentia Tech (dont le patron est François Fornieri) renonçaient aux opérations en question.
Il est inculpé le 21 janvier 2021 pour abus de biens sociaux et détournements par détenteur d’une fonction publique.

### Délit d'initié
Le mardi 27 avril 2021, François Fornieri, Lucien D'Onofrio et Samuel Di Giovanni sont interrogés par la police fédérale dans le cadre d'une instruction pour un potentiel délit d'initiés concernant la vente et l'achat d'actions de la société Mithra Pharmaceuticals. Après 19 heures d'interrogatoire, François Fornieri est inculpé de délit d'initié et libéré sous condition. Samuel Di Giovani est inculpé pour le même motif contrairement à Licio D'Onofrio qui est relaxé sans inculpation.
Fornieri est acquitté en 2024, après quoi le parquet fait appel. L'acquittement est cependant confirmé en 2025.

### Appropriation de chemins publics
En 2020, il apparaissait que le Chemin n°1 (Rue Verte-Voie) et le Chemin n° 13 (Inte deûs Vôyes) à Rocourt (Liège) avaient été incorporés dans le parc privé de François Fornieri. En Juin 2020, le dossier est à l’information au Parquet de Liège pour infractions urbanistiques, dont l’appropriation de chemins publics.

## Distinctions
- ‘Manager de l’année’ en 2011[17]
- Citoyen d'honneur de Liège (2012)[18]
- Officier du Mérite wallon (O.M.W.) (2013)[2].